# Slag bij Tudela
De Slag bij Tudela was een veldslag tussen Spanje en het Eerste Franse Keizerrijk op 23 november 1808 tijdens de Spaanse Onafhankelijkheidsoorlog. Het Franse leger stond onder leiding van de maarschalken Jean Lannes en Michel Ney, terwijl het Spaanse leger onder het commando van Francisco Javier Castaños stond.

## Aanleiding
Na de Opstand van Dos de Mayo verspreidde de opstand zich al snel over heel Spanje uit. De Spanjaarden wisten op belangrijke plekken de bezetter te verslaan, maar door het gemis van een oppercommando en het apart opereren van de verschillende legereenheden kon de bezetter niet definitief verslagen worden. Het Spaanse leger bestond uit het leger van generaal Joaquín Blake aan de noordkust, het leger van Francisco Javier Castaños dat zich nabij Tudela bevond en het leger dat onder leiding stond van José Rebolledo de Palafox dat rond Zaragoza opereerde. Het leger van Blake werd bij de Slag bij Pancorbo verslagen door de Fransen op 31 oktober 1808.
De strategie van Napoleon was om een aanval op Burgos te lanceren en zo Blake te isoleren van de andere Spaanse bevelhebbers. Zowel Palafox, als Castaños weigerde hun ingenomen positie te verlaten die zij met veel moeite hadden verworven. Castaños waande zich redelijk veilig op zijn positie, maar dit veranderde toen hij met zijn leger bij de plaats Calahorra bevond en het nieuws vernam dat het Franse leger onder leiding van Jean Lannes bij Logrono de Ebro was overgestoken. Castaños zag in dat zijn huidige positie niet sterk was en haastte zich terug naar Tudela. Eenmaal daar aangekomen besloot hij een front van 17 kilometer lang op te werpen van Tudela naar de Ebro om de Fransen tegen te houden.
De Spaanse generaal had echter te weinig man om de linie te behouden en hij vroeg generaal Juan O'Neylle om assistentie. O'Neylle stond onder het commando van Palafox en weigerde zijn positie te verlaten zonder bevel van zijn meerdere. Dit bericht verkreeg hij op 22 november. Pas de volgende dag zou O'Neylle in beweging komen.

## Slag
De Fransen zetten hun opmars op de 23ste door en zij kwamen al snel generaal O'Neylle tegen die de oversteek waagde. Hierdoor raakte deze Spaanse divisie geïsoleerd van de rest. Castaños gaf het bevel aan twee van zijn commandanten om de gelederen te sluiten. Door hun getalm raakten ook zij door aanvallen van de Franse cavalerie uiteengedreven.
Er volgde al snel een tweede aanval. Ditmaal besloot Jean Lannes om een groot deel van zijn troepenmacht in te zetten op het leger van zijn Castaños. De aanval bleek effectief en de Spaanse bevelhebber moest het slagveld verlaten. O'Neylle, Grimarest en La Peña, zijn commandanten, arriveerden te laat om Castaños te assisteren en trokken zich terug en liepen kleine verliezen op.

## Nasleep
Het Aragonese deel van het leger dat tijdens de slag had meegevochten trok zich terug naar Zaragoza om de stad later bij te staan tijden het tweede beleg in een jaar tijd. Het Spaanse leger was gebroken en de weg naar Madrid lag open voor Napoleon. Na de overwinning bij de Slag van Somosierra wist de Franse Keizer Madrid opnieuw in te nemen.